# Go no sen no kata
Il go-no-sen-no-kata (後の先の形?, forme del contrasto dell'iniziativa) è un kata di judo non ufficialmente riconosciuto dal Kōdōkan. Il suo ideatore, Mikinosuke Kawaishi fu promosso nel 1957 al grado di 10° dan dalla FFJDA.

## Descrizione
Il go-no-sen-no-kata consiste di dodici tecniche il cui insieme vuole costituire un esempio esaustivo di situazioni in cui poter applicare il principio go-no-sen (後の先?, contrasto dell'iniziativa). Si presuppone da parte degli interpreti del kata la conoscenza integrale del nage-no-kata.
1. Ō Soto Gari → Ō Soto Gari
2. Hiza Guruma → Hiza Guruma
3. Ō Uchi Gari → Tsubame Gaeshi[1]
4. De Ashi Barai → De Ashi Barai
5. Ko Soto Gake → Tai Otoshi
6. Ko Uchi Gari → Sasae Tsurikomi Ashi
7. Kubi Nage[2] → Ushiro Goshi
8. Koshi Guruma → Uki Goshi
9. Hane Goshi → Sasae Tsurikomi Ashi
10. Harai Goshi → Utsuri Goshi
11. Uchi Mata → Sukui Nage
12. Seoi Nage → Sumi Gaeshi

## Video
- Dimostrazione del go-no-sen-no-kata (tori: Cees Veen, uke: Daan Oudejans)